# Cryptococcus macerans
Cryptococcus macerans är en svampart som först beskrevs av Freder., och fick sitt nu gällande namn av Phaff & Fell 1970. Cryptococcus macerans ingår i släktet Cryptococcus och familjen Tremellaceae.   Inga underarter finns listade i Catalogue of Life.